# Max More
Max More, född Max T. O'Connor i januari 1964 i Bristol, England, är en filosof och futurolog. Han är president för Alcor Life Extension Foundation.
More har en examen i filosofi, politik och ekonomi från Oxford University vid St Anne's College, Oxford (1987). Hans doktorsavhandling The Diachronic Self: Identity, Continuity and Transformation från University of South California (1995) undersökte flera frågor relaterade till transhumanism, inklusive dödens natur, och vad det är som består hos en individ, trots stora förändringar över tid. 
More är grundare av Extropy Institute, och har skrivit många artiklar som beskriver filosofin om transhumanism och den transhumanistiska filosofin extropianism. I en essä från 1990 "Transhumanism: Toward a Futurist Philosophy", introducerade han termen "transhumanism" i modern mening.